# Naufraga balearica
Naufraga balearica és una espècie de planta amb flors dins la família de les apiàcies. Només es troba a Còrsega i a Mallorca a la Serra de Tramuntana. El gènere Naufraga només té aquesta espècie. És un camèfit i floreix de juliol a agost. El seu hàbitat és en talussos i peus de penyals humits orientats al nord a prop de la mar.